# Dmitri Zaikin
Dmitri Alekseevich Zaikin (Rus: Дмитрий Алексеевич Заикин; 29 d'abril de 1932 - 20 d'octubre de 2013) va ser un entrenador de cosmonautes soviètic.
Zaikin va néixer a Yekaterinovka, Oblast de Rostov. Es va graduar a la Escola de pilot de combat militar, Armavir (Krasnodar Krai) i Frunze (ara Bixkek), al 1955. Va ser seleccionat per l'entrenament cosmonauta al any 1960, com un dels vint pilots de la Força Aèria que s'entrenarien com els primers cosmonautes.